# Mazandaran
La provincia del Māzandarān (in persiano مازندران‎) è una delle trentuno province dell'Iran. In età medievale era nota come Ṭabaristān o Tapuria. Posta nella parte centro settentrionale dell'Iran, è bagnata a nord dal mar Caspio e confina a sud con le province di Qazvin, di Alborz, all'interno della quale è presente la catena montuosa Elburz, di Teheran e di Semnān, a ovest confina con la provincia di Gilan e a est con la provincia del Golestan.
La provincia ha tra i più bassi tassi di urbanizzazione (54%) e tra le più alte densità di popolazione della nazione e possiede giacimenti di petrolio e gas naturale. Istituita nella prima metà del Novecento, la provincia è divisa in 20 shahrestān e la sede del governatorato è nella città di Sari.

## Geografia fisica

### Territorio

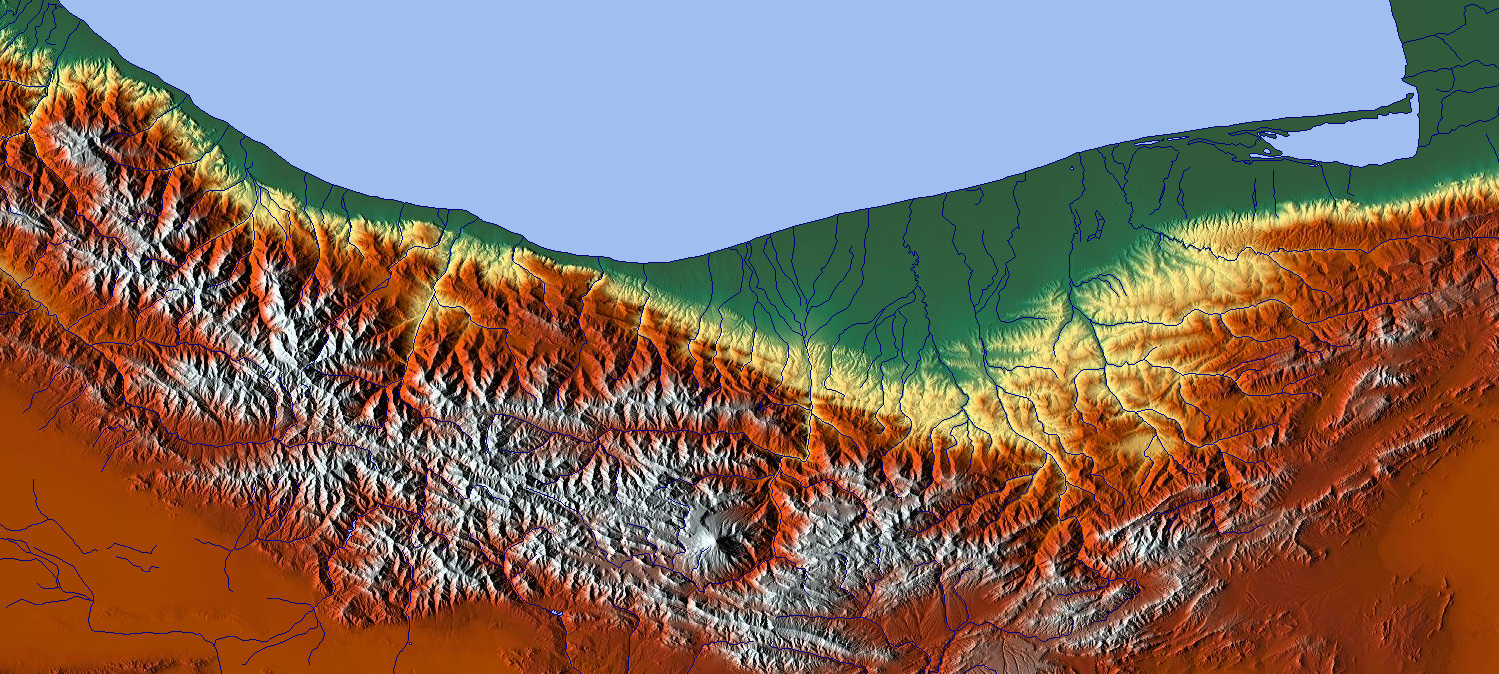
Rilievi della provincia di Māzandarān.

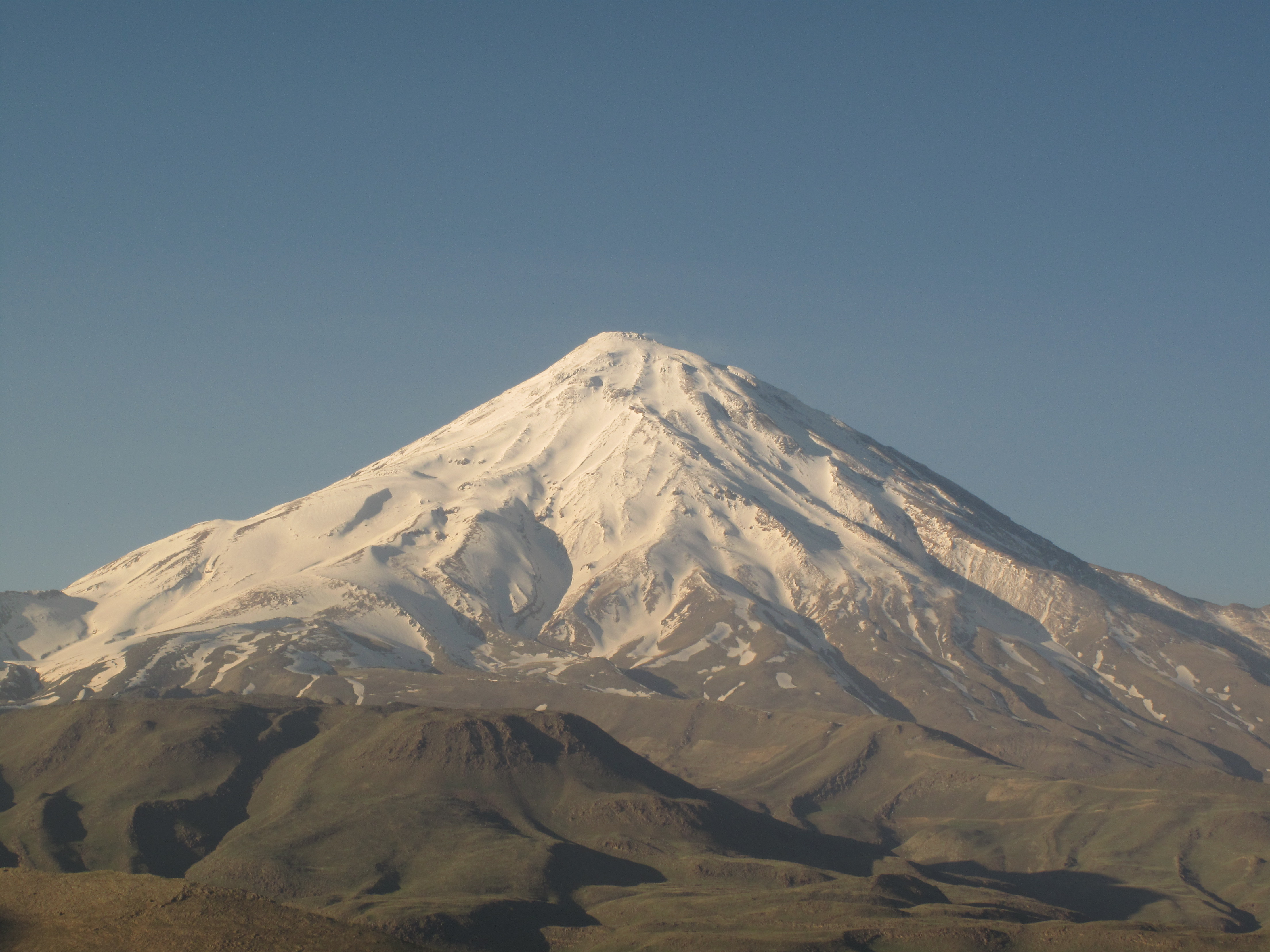
Il monte Damavand.

La provincia di Māzandarān è geograficamente divisa in due parti: le pianure costali e le aree montagnose. La striscia di costa e di pianura lungo il mar Caspio è circondata dalla catena montuosa dell'Elburz, in cui svetta il monte Damavand, un vulcano quiescente che coi suoi 5610 m s.l.m. è la cima più alta dell'Iran e di tutto il Medio Oriente. Nella parte orientale della provincia, grazie alla costante presenza di brezza marina e venti meridionali, sono presenti basse colline sabbiose, che fanno da barriera tra il mare e le pianure. Diversamente dal resto dell'Iran, sono presenti numerosi fiumi e torrenti di montagna che scendono dalle montagne verso il mare.
La provincia è caratterizzata dalla presenza delle foreste miste ircane del Caspio, un'ecoregione dell'ecozona paleartica, definita dal WWF (codice ecoregione: PA0407), che si estende lungo tutta la costa meridionale del mar Caspio. La principale forma di vegetazione di questa ecoregione è la foresta di latifoglie decidua temperata e quasi un terzo della foresta è costituito dal faggio orientale. Fino alla sua estinzione, attestata nel 1970, era presente anche la tigre del Caspio.
Un'altra ecoregione della provincia è rappresentata dalle steppe forestali della catena dell'Elburz, anch'essa ecoregione dell'ecozona paleartica e appartenente al bioma delle foreste di conifere temperate (codice ecoregione: PA0507). Un tempo ricoperte di foreste di ginepro, negli ultimi anni la loro presenza si è ridotta alle cime più alte dei versanti meridionali.

### Clima
La provincia di Māzandarān presenta un clima subtropicale umido con estati calde e inverni miti lungo la costa del mar Caspio. Nelle aree montagnose il clima di montagna porta inverni lunghi e molto freddi ed estati corte e tiepide. Sono frequenti le nevicate nelle aree montagnose, dove possono continuare anche in periodo estivo, mentre sono rare lungo le pianure.

## Storia

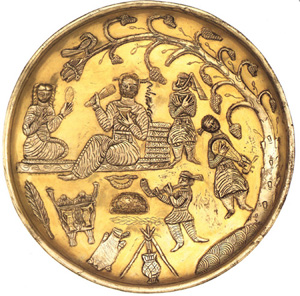
Piatto musicale sasanide risalente al VII secolo.

La presenza umana nel Māzandarān viene fatta risalire a 75 000 anni fa circa. Scavi recenti a Gohar Tape nei dintorni di Behshahr hanno provato che l'area è urbanizzata da più di 5 000 anni, area che è considerata come uno dei siti storici più importanti di tutto l'Iran. Altri scavi hanno evidenziato l'importanza dei ritrovamenti nello sviluppo culturale e urbano della regione. Il Mazandaran è una delle aree più antiche senza un'eredità nomadica, ma prevalentemente sedentaria.

### Storia pre-islamica

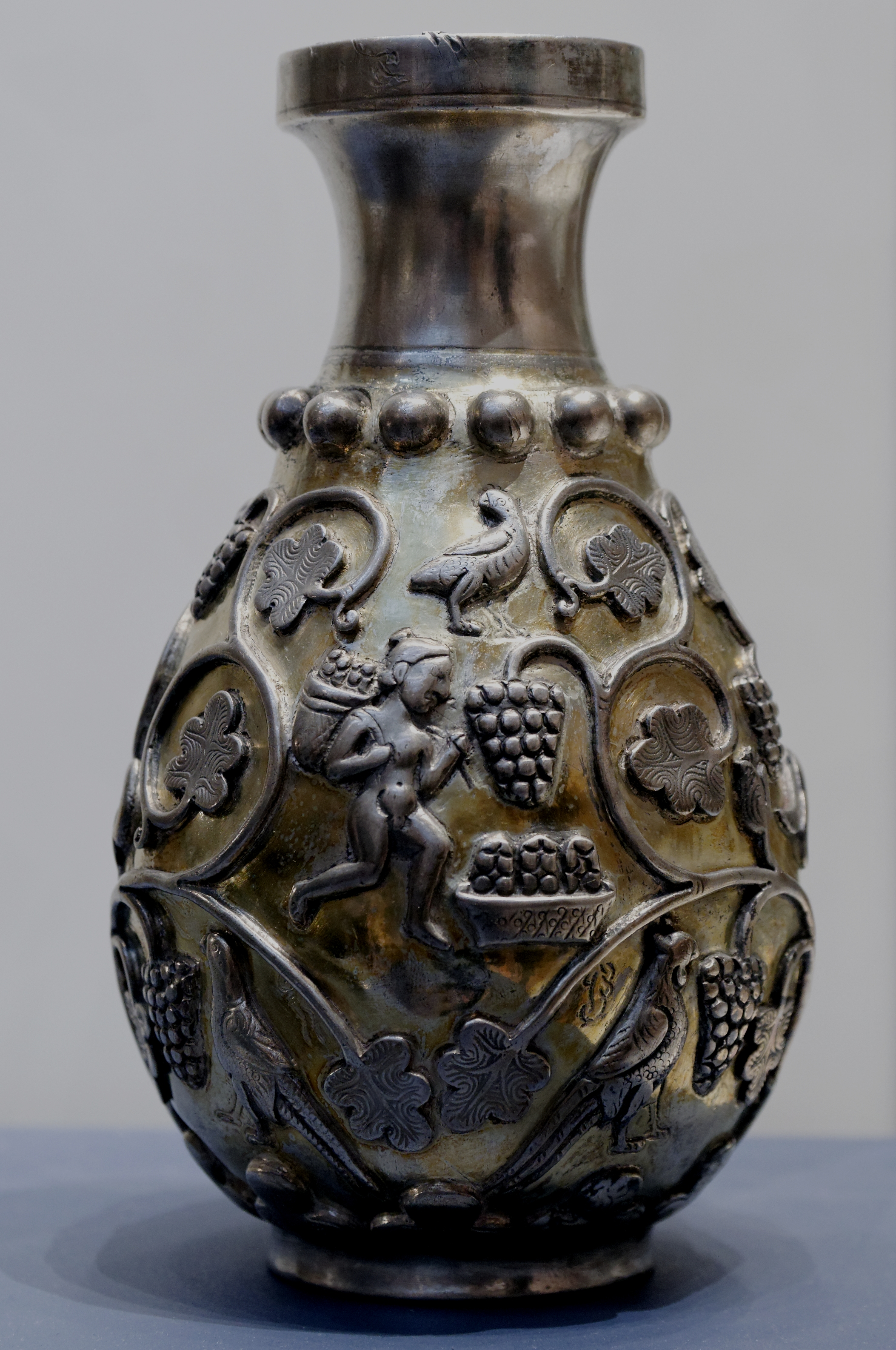
Coppa per vino di epoca sasanide, destinato ad Ardashir I.

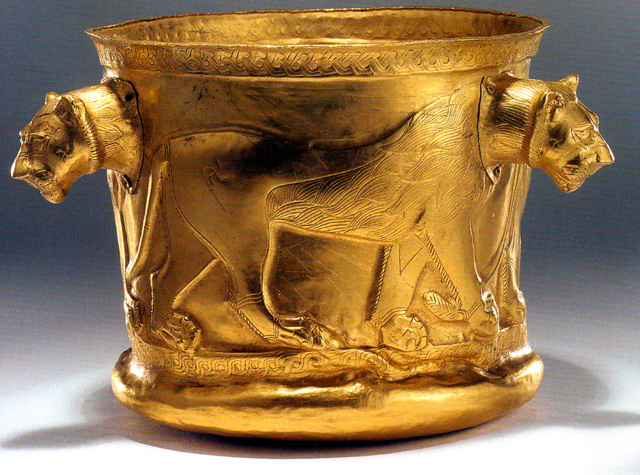
La Coppa d'Oro ircanide, datata a circa l'800 a.C. È stata ritrovata in uno scavo presso Kalardasht.

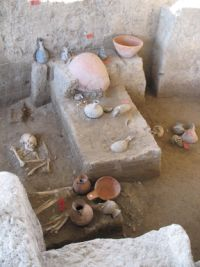
Area archeologica di Gohar Tape.

La popolazione indigena di etnia mazandarena viveva di caccia e di allevamento di bestiame e la sua presenza nella zona è stata attestata da ritrovamenti archeologici nelle caverne attorno a Behshahr e fatta risalire al circa 9500 a.C. Gli Amardi erano una popolazione che viveva nelle regioni montagnose circostanti il mar Caspio e includente l'attuale città di Āmul. Il territorio del Mazandaran è passato spesso da una dinastia all'altra nel corso della storia. Ci sono resti di fortezze sia di epoca partica sia di epoca sasanide, così come molti cimiteri sparsi per tutta la provincia. Nel corso di quest'era il Mazandaran era parte della provincia dell'Hyrcania, una delle più importante all'interno dell'impero. 
Con l'avvento della dinastia sasanide, il Ṭabaristan e l'intero Padishkhwargar furono governati da Gushnasp, i cui antenati avevano regnato sull'area sin dai tempi di Alessandro Magno e in seguito sotto l'Impero partico. Negli anni 529-536 il Ṭabaristan venne governato dal principe sasanide Kawus, figlio di Kawadh. Questa dinastia governò fino al 645 quando Gil Gilanshah, discendente del re sasanide Jamasp e figlio di Piruz, annesse il Ṭabaristan al Gilan. Nell'anno 651 l'Impero sasanide collassò e negli anni seguenti le armate musulmane invasero l'impero, eccetto il Ṭabaristan e altre regioni che si affacciavano sul mar Caspio.

### Storia post-islamica

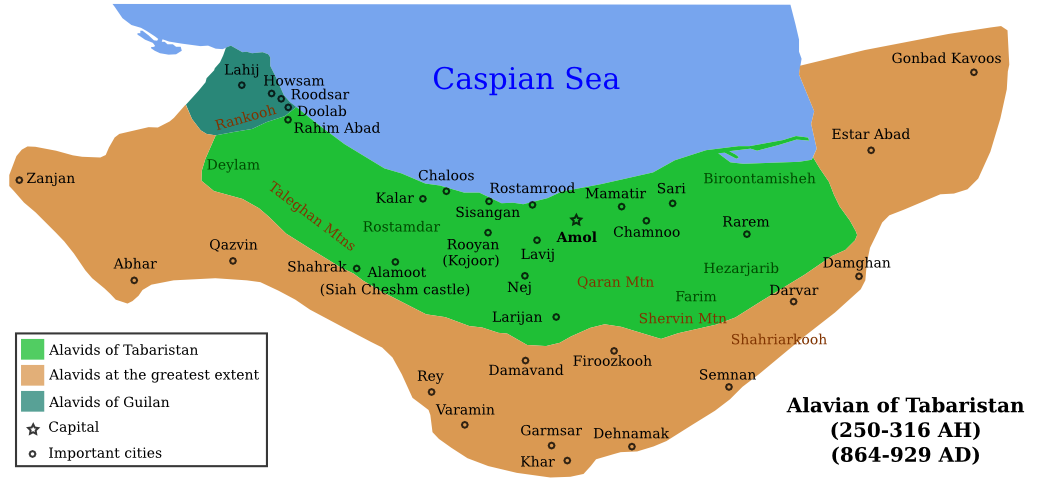
Mappa dell'emirato Alide nel Mazandarān (anni 864-929).

Il Ṭabaristan riuscì a mantenersi indipendente dal califfato omayyade, che aveva soppiantato l'impero persiano già nel settimo secolo. A governarlo c'era una dinastia zoroastriana che, come le dinastie Bawandide e Qarinide, lottarono con atti di guerriglia contro le armate musulmane. La regione mantenne una forte componente zoroastrica fino al XII secolo grazie al fatto di essere isolati e ad anni di combattimenti della popolazione contro gli eserciti del califfo. In questi secoli le dinastie al potere appartenevano a tre principali classi: le famiglie di origine preislamica, la famiglia alide e famiglie locali di secondaria importanza. La dinastia Bawandide, che si riteneva discendente di Kawus, regnò in tre diversi periodi: il primo dal 665 al 1007 e venne rovesciata dalla conquista del Ṭabaristan da parte dello ziyaride Kabus bin Wushmgir, il secondo dal 1073 al 1210, quando il Ṭabaristan fu conquistato da ʿAlāʾ al-Dīn Muḥammad Khwārazamshāh, il terzo dal 1237 al 1349 come regno vassallo dei Mongoli. La dinastia Qarinide, che si riteneva discendente di Qārin, fratello di Zarmihr, che aveva regnato sotto i Sasanidi, ebbe come suo ultimo regnante Mazyar, messo a morte nell'839. La dinastia dei Paduspanidi, che si riteneva discendente della dinastia dei Dabuyidi, che regnarono sul Ṭabaristan dal 642 alla conquista degli Abbasidi nel 760, furono vassalli dei Buyidi e dei Bāwandidi e vennero da loro deposti nel 1190. Tornarono al potere nel 1209-1210 e vi rimasero nei tre secoli successivi, fino al 1567 col ramo discendente da Kawus e fino al 1574 col ramo discendente da Iskandar.
Dall'864 al 1041 ci furono ripetuti attacchi militari da parte dei Rus' lungo le coste del mar Caspio dell'attuale Iran, dell'Azerbaigian e del Daghestan come parte delle spedizioni nel mar Caspio. I Rus' intrapresero la prima spedizione su larga scala nel 913: arrivati su 500 navi, saccheggiarono la regione di Gorgan, territorio nell'odierno Iran, e più ad ovest, il Gilan e il Mazandaran, prendendo schiavi e beni.
La regione rimase indipendente fino al 1596, quando ʿAbbās I il Grande, la cui madre era di origine mazanderana, portò il Mazandaran all'interno del suo impero safavide. Lo stesso sovrano forzò un gran numero di georgiani, circassi, armeni e altre popolazioni provenienti dal Caucaso a stabilirsi nel Mazandaran. La presenza di queste popolazioni, soprattutto georgiani e circassi, nel Mazandaran è testimoniata da Iskandar Beg Munshi, autore del libro storico Tārīkh-e ʿĀlam ārā-ye ʿAbbāsī, e da Pietro Della Valle, il quale riportò che le donne mazanderane non portavano il velo e non esitavano a parlare con i forestieri.

### Storia moderna
Prima del regno di Nadir Shah, la provincia di Mazandaran venne brevemente occupato dall'esercito russo come esito della guerra russo-persiana del 1722-1723, per poi tornare alla Persia nel 1735. Con l'avvento al trono di Muḥammad Khān Qājār il Mazandaran assunse maggiore importanza, e lo scià trasferì la capitale dell'impero da Teheran a Sari, all'epoca solo un villaggio. Il Mazandaran divenne teatro degli scontri armati tra l'impero persiano e l'impero russo nel corso delle successive guerre russo-persiane del 1804-1813 e del 1826-1828.
Sotto il regno di Reza Shah Pahlavi vennero costruite infrastrutture e trasporti che facilitarono gli spostamenti dalla capitale Teheran e che incrementarono progressivamente il turismo nel Mazandaran.

## Politica

### Suddivisione amministrativa
La provincia è divisa in 20 shahrestān:
- Shahrestān di 'Abbāsābād (era parte dello shahrestān di Tonekabon)
- Shahrestān di Amol
- Shahrestān di Babol
- Shahrestān di Babolsar
- Shahrestān di Behshahr
- Shahrestān di Chalus
- Shahrestān di Fereydun Kenar (era parte dello shahrestān di Babolsar)
- Shahrestān di Galugah
- Shahrestān di Juybar
- Shahrestān di Mahmudabad
- Shahrestān di Miandorud (era parte dello shahrestān di Sari)
- Shahrestān di Neka
- Shahrestān di Nur
- Shahrestān di Nushahr
- Shahrestān di Qaemshahr
- Shahrestān di Ramsar
- Shahrestān di Sari
- Shahrestān di Savadkuh
- Shahrestān di Simorgh (era parte dello shahrestān di Qaemshahr)
- Shahrestān di Tonekabon

## Economia
La provincia del Māzandarān è una delle cinque più ricche dell'Iran. Riso, grano, frutta, cotone, tè, tabacco, canna da zucchero e seta sono prodotti nelle aree pianeggianti lungo la costa del mar Caspio. I giacimenti petroliferi hanno stimolato la presenza di industrie in vari settori: alimentare, tessile, edile e ittico (soprattutto legato alla produzione di caviale). Sono presenti nella regione giacimenti di petrolio e di gas naturale.
Nella provincia sono presenti diversi impianti di produzione di energia elettrica alimentati con gas naturale sia come ciclo combinato sia come ciclo semplice. Sono inoltre presenti due centrali idroelettriche: la diga sul lago Lar e la diga Shahid Rajaee sul fiume Tajan.

## Infrastrutture e trasporti
La provincia è collegata alla capitale Teheran con tre principali strade che attraversano la catena montuosa dell'Elburz: la numero 77 che arriva a Mahmudabad, la numero 59 che arriva a Chalus, la numero 79 che arriva ad Amol.
Sono presenti tre aeroporti: gli aeroporti internazionali Dasht-e Naz a Sari e di Ramsar, e l'aeroporto di Nushahr.
La rete ferroviaria è gestita dalle Ferrovie della Repubblica Islamica dell'Iran e assicura un collegamento verso Teheran a sud e verso Gorgan a est. Le stazioni ferroviarie principali sono nelle città di Sari, Qaemshahr e Pol-e Sefid.

## Cultura

### Istruzione
Nella provincia sono presenti diverse università, tra le quali la più grande è la Università del Mazandaran con sede nella città di Babolsar, creata nel 1979 come unione di vari centri di educazione e ricerca.

### Lingua
La provincia ha due lingue ufficiali, il mazanderano e il persiano. Il mazanderano è una lingua iranica occidentale imparentata sia con il persiano, lingua iranica meridionale, sia con il gilaki.

## Sport
Negli ultimi anni nella provincia di Mazandaran c'è stata una crescita della lotta, che ha prodotto campioni olimpici come Hassan Yazdani, Ghasem Rezaei e Komeil Ghasemi, medagliati ai giochi olimpici di Londra 2012 e Rio de Janeiro 2016. Diffuso è anche il sollevamento pesi, e Behdad Salimi Kordasiabi è un altro medagliato olimpico della provincia.
Nella pallavolo il Kalleh Mazandaran Volleyball Club, con sede nella città di Amol, ha vinto per due edizioni consecutive il campionato iraniano e un'edizione del campionato asiatico per club. Nel calcio il Nassaji Mazandaran, con sede nella città di Qaemshahr, è la principale squadra di club, promossa in Persian Gulf Pro League, la massima serie del campionato iraniano di calcio, per la prima volta nella sua storia al termine della stagione 2017-2018.